# Sphecodes nipponicus
Sphecodes nipponicus är en biart som beskrevs av Keizo Yasumatsu och Hirashima 1951. Sphecodes nipponicus ingår i släktet blodbin, och familjen vägbin. Inga underarter finns listade i Catalogue of Life.